# Victor Desautels
Victor Desautels (* 23. März 1893 in Montreal; † 11. April 1970) war ein kanadischer Opernsänger (Tenor) und Impresario.

## Leben und Wirken
Desautels war ein Schüler von Salvator Issaurel. 1918 sang er den Don José  in der Oper Carmen beim Debütauftritt von Cédia Brault, die er 1920 heiratete. Während einer Nordamerikatournee des irischen Tenors John O’Sullivan. 1920–21 war er Impresario der Operntruppe Stars of the Metropolitan and Chicago Opera Companies, der u. a. auch seine Frau und ihr Bruder Victor Brault angehörten. Mit dieser trat O’Sullivan in Montreal, Toronto, Springfield und Brockton auf. Seine Tochter ist die Komponistin, Instrumentalistin, Musikwissenschaftlerin und -pädagogin Andrée Desautels.